# 白龙翼龙属
白龙翼龙（学名：Draigwenia，意即“白龙”，源自威尔士语ddraig wen一词，指一条与盎格鲁撒克逊人相关的龙）是翼龙目已灭绝的一个属，所知于英国晚白垩世剑桥海绿石砂发现的一截颌骨碎片。该化石疑似是从一个地质年龄可界定为阿尔布阶的早白垩世地层再沉积于此。其目前仅含单一物种扁口白龙翼龙（Draigwenia platystomus）。

## 历史
正模标本CAMSM B54835由哈利·丝莱（Harry Govier Seeley）于1870年描述为其命名的扁口鸟掌翼龙（Ornithocheirus platystomus）的正模标本。1914年，雷金纳德·沃尔特·霍利（Reginald Walter Hooley）将扁口鸟掌翼龙归入钝颌翼龙属。其于2001年由大卫·安文（David Unwin）归入枪嘴翼龙属，又于2013年被排除在枪翼龙科之外。2021年对钝颌翼龙的研究中，博里亚·霍尔加多（Borja Holgado）将扁口鸟掌翼龙视为有效分类单元并赋予其自已的属名：白龙翼龙（Draigwenia），同时将其解释为枪齿翼龙类的分类不明成员。